# Đội Thiếu niên Tiền phong Hồ Chí Minh
Đội Thiếu niên Tiền phong Hồ Chí Minh (gọi ngắn gọn là Đội) là một tổ chức dành cho thiếu niên nhi đồng hoạt động tại Việt Nam, do Đảng Cộng sản Việt Nam và Chủ tịch Hồ Chí Minh sáng lập ngày 15 tháng 5 năm 1941, ở thôn Nà Mạ, xã Trường Hà, huyện Hà Quảng, tỉnh Cao Bằng và được Đoàn Thanh niên Cộng sản Hồ Chí Minh phụ trách. Đội Thiếu niên Tiền phong Hồ Chí Minh được dựa trên nền tảng hoạt động của Phong trào Thiếu niên Tiền phong tại các quốc gia Cộng sản.
Đội Thiếu niên Tiền phong Hồ Chí Minh lấy 5 điều Bác Hồ dạy thiếu niên, nhi đồng làm mục tiêu phấn đấu rèn luyện cho đội viên, giúp đỡ thiếu nhi trong học tập, hoạt động, vui chơi, thực hiện quyền và bổn phận theo Công ước quốc tế về Quyền Trẻ em, Luật Trẻ em.

## Lịch sử[1]
Ngày 26 tháng 3 năm 1931, Hội nghị lần thứ hai của Ban Chấp hành Trung ương Đảng đã ra Nghị quyết thành lập tổ chức Đoàn Thanh niên và giao cho Đoàn phụ trách thiếu nhi.
Ngày 15 tháng 5 năm 1941: Đội Nhi đồng Cứu quốc đầu tiên được thành lập tại thôn Nà Mạ, xã Trường Hà, huyện Hà Quảng, tỉnh Cao Bằng và được coi là thành viên của Mặt trận Việt Minh. Đội đã hoạt động theo Điều lệ của Mặt trận Việt Minh với nội dung "Dự bị giúp đánh Tây, đánh Nhật để làm cho Việt Nam hoàn toàn độc lập".
Vào ngày thành lập, 05 Đội viên đầu tiên của Đội là Nông Văn Dền (Bí danh Kim Đồng, đội trưởng), Nông Văn Thàn (Bí danh Cao Sơn), Lý Văn Tịnh (Thanh Minh), Lý Thị Nì (Thủy Tiên), Lý Thị Xậu (Thanh Thủy). Người phụ trách Đội đầu tiên là Đức Thanh.
Giữa năm 1946, hai tổ chức Đội Thiếu niên Tiền phong và Đội Nhi đồng cứu Quốc sáp nhập lại làm một và lấy tên chung là Đội Thiếu nhi cứu quốc.
Tháng 3 năm 1951, Đội Thiếu nhi cứu quốc được đổi tên thành Đội Thiếu nhi Tháng Tám
Tháng 11 năm 1956, Đội Thiếu nhi Tháng Tám được đổi tên thành Đội Thiếu niên Tiền phong và từ ngày 19 tháng 3 năm 1960 các em nhi đồng được tổ chức vào Đội Nhi đồng Tháng Tám.
Ngày 30 tháng 1 năm 1970, thể theo nguyện vọng của thiếu nhi cả nước, Ban Chấp hành Trung ương Đảng ra Nghị quyết trao cho Đội được mang tên Bác Hồ. Từ đó đến nay, Đội được mang tên Đội Thiếu niên Tiền phong Hồ Chí Minh.

## Tuyên ngôn hoạt động

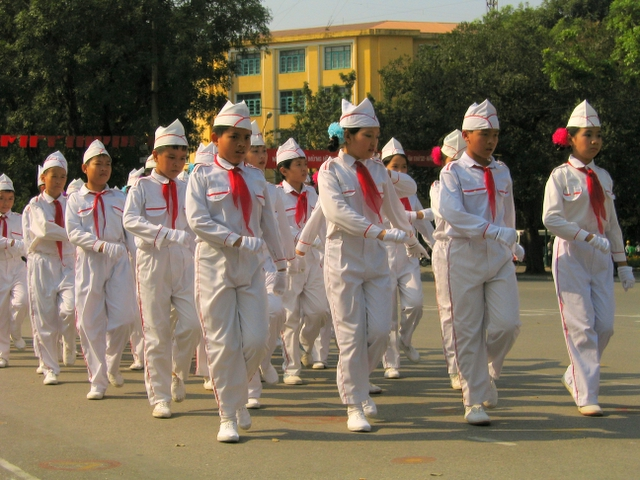
Đội Thiếu niên Tiền phong Hồ Chí Minh tại Đại hội Thể thao Đông Nam Á 2003.

Đội Thiếu niên Tiền phong Hồ Chí Minh là trường học giáo dục thiếu nhi Việt Nam trong và ngoài nhà trường, là đội dự bị của Đoàn Thanh niên Cộng sản Hồ Chí Minh; lực lượng nòng cốt trong các phong trào thiếu nhi.

## Các biểu trưng của Đội

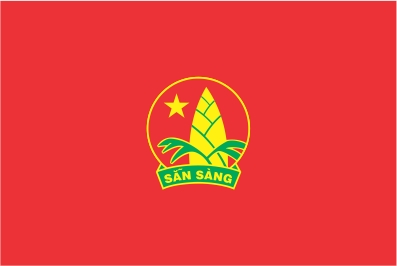
Cờ Đội

Huy hiệu Đội

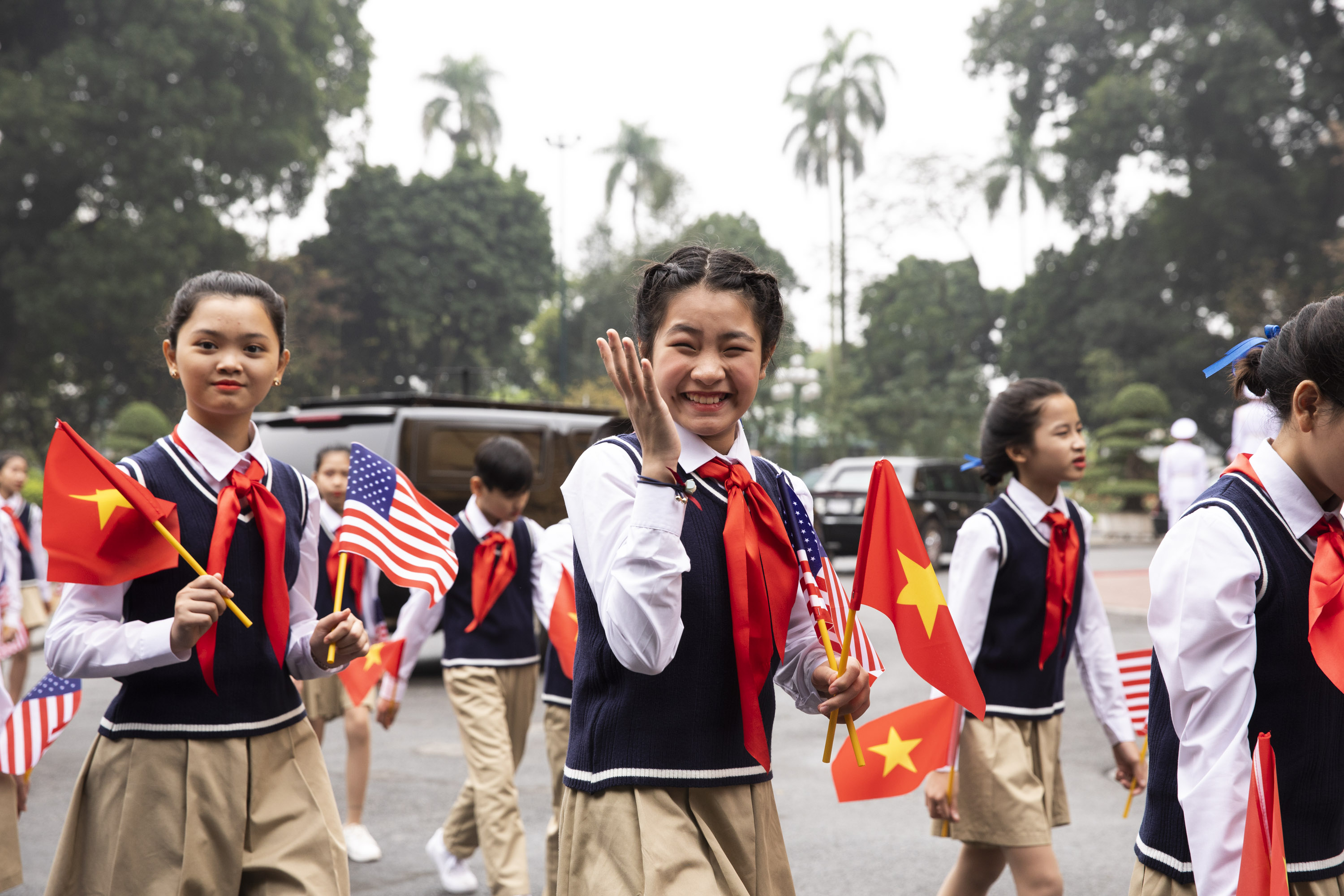
Đội viên (mang khăn quàng đỏ) tham gia lễ đón Tổng thống Mỹ Donald Trump thăm Việt Nam tại Phủ Chủ tịch.

- Cờ Đội: nền đỏ, hình chữ nhật, chiều rộng bằng 2/3 chiều dài. Ở giữa có hình huy hiệu Đội, đường kính huy hiệu bằng 2/5 chiều rộng cờ. Cờ Đội tượng trưng cho truyền thống cách mạng, truyền thống Đội, tượng trưng cho lòng yêu Tổ Quốc, niềm vinh dự và tự hào của Đội. Dưới cờ Đội hàng ngũ sẽ chỉnh tề hơn, thúc giục đội viên tiến lên. Mỗi chi đội và liên đội Thiếu niên Tiền phong Hồ Chí Minh đều có cờ Đội. Chiều rộng cờ bằng 2/5 chiều dài cán cờ.[4]
- Huy hiệu Đội: hình tròn, ở trong có hình măng non trên nền cờ đỏ sao vàng, ở dưới có băng chữ "SẴN SÀNG". Nền đỏ sao vàng là cờ Tổ Quốc, Măng non tượng trưng cho lứa tuổi thiếu niên là thế hệ tương lai của dân tộc Việt Nam. Băng chữ "SẴN SÀNG" là khẩu hiệu hành động của Đội Thiếu niên Tiền phong Hồ Chí Minh. Đội viên đeo huy hiệu Đội nhằm nhắc nhở đội viên học tập và rèn luyện để sẵn sàng kế tục sự nghiệp cách mạng của Đảng, của Bác Hồ.[4]
- Khăn quàng đỏ: hình tam giác cân, có đường cao bằng 1/4 cạnh đáy. Khăn quàng đỏ là một phần cờ Tổ quốc, màu đỏ tượng trưng cho lý tưởng cách mạng. Đeo khăn quàng đỏ, đội viên Đội Thiếu niên Tiền phong Hồ Chí Minh tự hào về Tổ quốc, về Đảng Cộng sản Việt Nam, về Bác Hồ, về nhân dân Việt Nam và nguyện phấn đấu để trở thành Đoàn viên Đoàn Thanh niên Cộng sản Hồ Chí Minh. Đội viên đeo khăn quàng đỏ khi đến trường học, trong mọi sinh hoạt và hoạt động của Đội.[4]
- Đội ca: bài hát Cùng nhau ta đi lên, do nhạc sĩ Phong Nhã sáng tác.
- Khẩu hiệu Đội:

"Vì Tổ quốc xã hội chủ nghĩa
Vì lý tưởng của Bác Hồ vĩ đại:
Sẵn sàng!"

## Đội viên[3]
Đội viên Đội TNTP Hồ Chí Minh là thiếu niên Việt Nam từ 9 đến hết 15 tuổi thực hiện tốt 5 điều Bác Hồ dạy, phấn đấu học tập, rèn luyện và tu dưỡng để trở thành đoàn viên Đoàn TNCS Hồ Chí Minh.

### Lời hứa của đội viên
1. Thực hiện tốt 5 điều Bác Hồ dạy thiếu niên, nhi đồng.
2. Tuân theo Điều lệ Đội Thiếu niên Tiền phong Hồ Chí Minh.
3. Giữ gìn danh dự Đội Thiếu niên Tiền phong Hồ Chí Minh.

### Quyền của đội viên
1. Được Đội Thiếu niên Tiền phong Hồ Chí Minh và Đoàn Thanh niên Cộng sản Hồ Chí Minh giúp đỡ để phát huy năng lực trong học tập, hoạt động, vui chơi, công tác xã hội.
2. Được Đội Thiếu niên Tiền phong Hồ Chí Minh và Đoàn Thanh niên Cộng sản Hồ Chí Minh bảo vệ quyền lợi hợp pháp của mình theo chủ trương của Đảng, chính sách, pháp luật của nhà nước và Điều lệ Đoàn Thanh niên Cộng sản Hồ Chí Minh, Điều lệ Đội Thiếu niên Tiền phong Hồ Chí Minh.
3. Được sinh hoạt Đội Thiếu niên Tiền phong Hồ Chí Minh, bàn bạc và quyết định các công việc của Đội. Được ứng cử, đề cử, bầu cử vào Ban Chỉ huy liên đội, chi đội. Đội viên hết tuổi Đội, chi đội làm lễ trưởng thành Đội.

### Nhiệm vụ của đội viên
1. Thực hiện Điều lệ, Nghi thức Đội Thiếu niên Tiền phong Hồ Chí Minh và Chương trình Rèn luyện đội viên.
2. Thực hiện 5 điều Bác Hồ dạy để trở thành con ngoan, trò giỏi, đội viên tốt, Cháu ngoan Bác Hồ, đoàn viên Đoàn Thanh niên Cộng sản Hồ Chí Minh.
3. Làm gương tốt cho thiếu niên, nhi đồng; giúp đỡ thiếu niên và nhi đồng trở thành đội viên Đội Thiếu niên Tiền phong Hồ Chí Minh. Tích cực tham gia công tác Nhi đồng.

## Nhi đồng[3]
Nhi đồng từ 6 đến 8 tuổi là lớp dự bị của Đội Thiếu niên Tiền phong Hồ Chí Minh.
Nhi đồng sinh hoạt theo Sao, mỗi Sao Nhi đồng có số lượng tối thiểu 5 em, trong đó có 1 trưởng Sao. Sao nhi đồng do liên đội thành lập.
Đội Thiếu niên Tiền phong Hồ Chí Minh giúp đỡ nhi đồng thực hiện tốt 5 điều Bác Hồ dạy thiếu niên, nhi đồng, xứng đáng là con ngoan, trò giỏi, bạn tốt và trở thành đội viên Đội Thiếu niên Tiền phong Hồ Chí Minh.

## Năm điều Bác Hồ dạy thiếu niên, nhi đồng
Vào năm 1961, nhân Lễ kỷ niệm 20 năm Ngày thành lập Đội Thiếu niên Tiền phong Việt Nam (15 tháng 5 năm 1941 - 15 tháng 5 năm 1961), theo đề nghị của Trung ương Đoàn Thanh niên Lao động Việt Nam, Chủ tịch Hồ Chí Minh đã gửi một bức thư cho thiếu niên, nhi đồng. Nội dung trong thư đã trở thành một trong các nội dung của điều lệ hoạt động của Đội:

1. Yêu Tổ quốc, yêu đồng bào.
2. Học tập tốt, lao động tốt.
3. Đoàn kết tốt, kỷ luật tốt.
4. Giữ gìn vệ sinh thật tốt.
5. Khiêm tốn, thật thà, dũng cảm.

Dùng làm mục tiêu: "Phấn đấu rèn luyện cho đội viên, giúp đỡ đội viên phát triển mọi khả năng trong học tập, hoạt động, vui chơi, thực hiện quyền và bổn phận theo luật Bảo vệ Chăm sóc và Giáo dục Trẻ em. Đội Thiếu niên Tiền phong Hồ Chí Minh đoàn kết, hợp tác với các tổ chức, phong trào thiếu nhi ở khu vực và thế giới vì những quyền của trẻ em, vì hòa bình, hạnh phúc của các dân tộc."

## Khăn quàng đỏ
Khăn quàng đỏ là biểu tượng và đồng phục của đội viên Đội Thiếu niên Tiền phong Hồ Chí Minh. Đó là một tấm vải màu đỏ, hình tam giác cân, thường từ vải bông, lụa, valise hoặc vải voan và được xem là một phần của cờ Tổ quốc. Khăn quàng đỏ được thắt lên cổ áo đồng phục của đội viên theo một quy tắc nhất định. Khăn quàng đỏ còn là biểu tượng của Chủ nghĩa Cộng sản. Khăn quàng đỏ được Đội viên mang trong tất cả các hoạt động của Đội.

## Cơ cấu tổ chức của Đội[3]

### Hội đồng Đội
Hội đồng Đội Thiếu niên Tiền phong Hồ Chí Minh các cấp đại diện cho tổ chức Đội, do Ban Chấp hành Đoàn cùng cấp lập ra và giúp Đoàn Thanh niên Cộng sản Hồ Chí Minh phụ trách Đội Thiếu niên Tiền phong Hồ Chí Minh.
Hệ thống tổ chức của Hội đồng Đội gồm 4 cấp:
- Cấp xã.
- Cấp huyện.
- Cấp tỉnh.
- Cấp Trung ương.

### Cấp cơ sở
Cấp cơ sở của Đội là liên đội và chi đội.
Tổ chức cơ sở Đội Thiếu niên Tiền phong Hồ Chí Minh được thành lập trong trường học và ở địa bàn dân cư.
Các cơ sở đào tạo, bồi dưỡng, huấn luyện cán bộ Đoàn, Đội; Cung, Nhà thiếu nhi, Trung tâm hoạt động thanh thiếu nhi và các hoạt động tập thể của Đội được thành lập các liên đội, chi đội tạm thời để tổ chức các hoạt động theo Điều lệ và Nghi thức Đội Thiếu niên Tiền phong Hồ Chí Minh.
Chi đội được thành lập khi có từ 3 đội viên trở lên. Chi đội có từ 9 đội viên trở lên có thể chia thành các phân đội (mỗi phân đội có ít nhất 3 đội viên).
Liên đội được thành lập khi có từ 2 chi đội trở lên. Việc thành lập, chia tách, sáp nhập, hợp nhất hoặc giải thể chi đội, liên đội trong nhà trường hoặc ở địa bàn dân cư do cấp bộ Đoàn hoặc Hội đồng Đội cấp xã ra quyết định.

## Hội đồng Đội Trung ương

### Chức năng, nhiệm vụ, quyền hạn[5]
Hội đồng Đội Trung ương Đội Thiếu niên Tiền phong Hồ Chí Minh là cơ quan do Ban Chấp hành Trung ương Đoàn Thanh niên Cộng sản Hồ Chí Minh lập ra và lãnh đạo; với chức năng tham mưu cho Ban Chấp hành Trung ương Đoàn, Ban Thường vụ Trung ương Đoàn chỉ đạo, hướng dẫn Hội đồng Đội các cấp về công tác Đội và phong trào thiếu nhi; thực hiện công tác bảo vệ, chăm sóc, giáo dục thiếu niên nhi đồng; phối hợp với các cơ quan Nhà nước và các tổ chức chính trị - xã hội, các lực lượng xã hội, các tổ chức quốc tế trong công tác xây dựng Đội và tham gia thực hiện Công ước của Liên Hiệp Quốc về Quyền trẻ em, Luật  bảo vệ, chăm sóc, giáo dục trẻ em.
Hội đồng Đội Trung ương là cơ quan giúp Ban Bí thư, Ban Thường vụ, Ban Chấp hành Trung ương Đoàn thẩm định và quyết định các chương trình, nội dung tài liệu nghiệp vụ, giáo trình đào tạo, bồi dưỡng cán bộ phụ trách và chỉ huy Đội để ban hành thống nhất trong cả nước.

#### Chức năng
- Tham mưu cho Ban Chấp hành, Ban Thường vụ Đoàn Trung ương Đoàn về công tác Đội và phong trào thiếu nhi; thực hiện công tác bảo vệ, chăm sóc, giáo dục thiếu niên, nhi đồng. Hội đồng Đội Trung ương tham mưu cho Trung ương Đoàn thực hiện nhiệm vụ đại diện tiếng nói, nguyện vọng của trẻ em.
- Chỉ đạo và hướng dẫn Hội đồng Đội cấp dưới tổ chức thực hiện các chủ trương, nhiệm vụ của Đoàn về công tác Đội, phong trào thiếu nhi, bảo vệ, chăm sóc, giáo dục thiếu niên, nhi đồng.
- Phối hợp với các cơ quan Nhà nước và các tổ chức chính trị - xã hội, các lực lượng xã hội, các tổ chức quốc tế trong công tác xây dựng Đội và tham gia thực hiện Công ước quốc tế về quyền trẻ em, Luật Trẻ em, các văn bản quy phạm pháp luật liên quan đến trẻ em.

#### Nhiệm vụ
- Phụ trách công tác tổ chức và hoạt động của Đội Thiếu niên Tiền phong Hồ Chí Minh, phát triển phong trào thiếu nhi theo đường lối của Đảng và chủ trương của Đoàn. 
- Nghiên cứu, đề xuất với Ban Chấp hành, Ban Thường vụ Trung ương Đoàn những chủ trương công tác Đội và phong trào thiếu nhi, bảo vệ, chăm sóc, giáo dục thiếu niên nhi đồng, chú trọng giáo dục đạo đức, lối sống, kỹ năng xã hội, định hướng quá trình hình thành nhân cách cho các em từ tuổi nhi đồng; đổi mới hình thức sinh hoạt Đội, hoạt động thiếu nhi phù hợp với các loại hình trường, lớp và địa bàn dân cư
- Xây dựng kế hoạch, biện pháp tổ chức triển khai thực hiện các chủ trương của Ban Chấp hành, Ban Thường vụ Trung ương Đoàn về công tác Đội và phong trào thiếu nhi; chỉ đạo, hướng dẫn thực hiện điều lệ Đội, nghiệp vụ đối với Hội đồng Đội cấp dưới và nội dung phương hướng hoạt động của hệ thống các Cung, Nhà Thiếu nhi, Trung tâm hoạt động thanh thiếu nhi, trường Đội, điểm vui chơi dành cho trẻ em, hướng dẫn thiếu niên, nhi đồng đoàn kết, giúp đỡ nhau thực hiện quyền và bổn phận của trẻ em.
- Tổng kết, phổ biến, áp dụng những mô hình tiên tiến, phù hợp về công tác Đội và phong trào thiếu nhi. Báo cáo tình hình công tác Đội, phong trào thiếu nhi và hoạt động của Hội đồng Đội với Ban Chấp hành Đoàn Trung ương Đoàn.
- Phối hợp với các Ban chức năng, các cơ quan nghiệp vụ của Đoàn để thực hiện nhiệm vụ xây dựng Đội và phong trào thiếu nhi, công tác bảo vệ, chăm sóc, giáo dục thiếu niên nhi đồng. 
- Đại diện Đội Thiếu niên Tiền phong Hồ Chí Minh tham gia các tổ chức liên quan đến công tác bảo vệ, chăm sóc, giáo dục trẻ em.
- Liên kết với các ngành, đoàn thể để thực hiện tốt nhiệm vụ xây dựng Đội và sự nghiệp bảo vệ, chăm sóc, giáo dục trẻ em.
- Tham gia giám sát việc chấp hành pháp luật về trẻ em, chủ động đưa ra những kiến nghị cần thiết đối với các cơ quan Nhà nước hữu quan để thực hiện nhiệm vụ đó; góp phần ngăn ngừa và xử lý các hành vi xâm phạm quyền, lợi ích hợp pháp của thiếu nhi.
- Quan hệ với các tổ chức thiếu nhi, các tổ chức trong nước và quốc tế vì sự phát triển của trẻ em.
- Tham gia giám sát và đưa ra những kiến nghị đối với Ban Chấp hành Đoàn và các cơ quan Nhà nước trong việc đào tạo, bồi dưỡng, thực hiện cơ chế, chính sách cho đội ngũ Giáo viên làm tổng phụ trách Đội và cán bộ phụ trách Đội trên địa bàn dân cư.

#### Quyền hạn
- Ban hành các văn bản, hướng dẫn thực hiện chương trình công tác Đội và phong trào thiếu nhi theo chủ trương của Ban Chấp hành Trung ương Đoàn.
- Kiểm tra, đánh giá việc thực hiện nhiệm vụ công tác Đội và phong trào thiếu nhi của Ban Chấp hành Đoàn, Hội đồng Đội và tổ chức Đội cấp dưới.
- Tổ chức các hội nghị, đại hội, liên hoan, gặp mặt của thiếu nhi, cán bộ phụ trách, các lực lượng tình nguyện vì trẻ em và hệ thống Cung, Nhà thiếu nhi, Trung tâm hoạt động thanh thiếu nhi.
- Đề nghị các cấp, các ngành và Đoàn Thanh niên tuyên dương, khen thưởng các tập thể, cá nhân có thành tích trong công tác Đội và phong trào thiếu nhi; công tác bảo vệ, chăm sóc giáo dục thiếu niên nhi đồng; Quy định và thực hiện các hình thức khen thưởng của tổ chức Đội theo hướng dẫn của Hội đồng Đội Trung ương.
- Kiến nghị, đề xuất với các cơ quan Nhà nước, các ngành, đoàn thể xã hội bảo vệ, chăm sóc, giáo dục trẻ em; chăm lo các hoạt động của tổ chức Đội và thiếu nhi. Đại diện bảo vệ quyền lợi, ngăn ngừa và kháng nghị những hành vi xâm phạm quyền và lợi ích hợp pháp của thiếu nhi.
- Định kỳ tổ chức, kiểm tra việc triển khai thực hiện các chủ trương của Đoàn về công tác Đội và phong trào thiếu nhi; tham gia giám sát việc thực hiện Công ước của Liên hợp quốc về quyền trẻ em, Luật Trẻ em.
- Giúp Ban Thường vụ Đoàn Trung ương Đoàn phối hợp với Ban Thường vụ Đoàn cấp dưới quản lý chức danh chủ tịch Hội đồng Đội cấp dưới trực tiếp.
- Quyết định chương trình, nội dung đào tạo, bồi dưỡng kỹ năng, nghiệp vụ công tác Đội cho đội ngũ cán bộ phụ trách và cán bộ chỉ huy Đội; nghiên cứu, tổng kết kinh nghiệm công tác Đội và phong trào thiếu nhi.
- Hội đồng Đội Trung ương là cơ quan giúp Ban Bí thư, Ban Thường vụ, Ban Chấp hành Trung ương Đoàn thẩm định và quyết định các chương trình, nội dung tài liệu nghiệp vụ, giáo trình đào tạo, bồi dưỡng cán bộ phụ trách và chỉ huy Đội để ban hành thống nhất trong cả nước.
- Giúp Ban Thường vụ Đoàn Trung ương Đoàn theo dõi, hướng dẫn và chỉ đạo hệ thống các trung tâm hoạt động thiếu nhi, các cung, nhà thiếu nhi, điểm vui chơi dành cho trẻ em.
- Thay mặt cho tổ chức Đội Thiếu niên tiền phong Hồ Chí Minh trong mối quan hệ với các tổ chức quốc tế có liên quan tới trẻ em.

### Chủ tịch Hội đồng Đội Trung ương
Chủ tịch Hội đồng Đội Trung ương phải là Bí thư Trung ương Đoàn:
1. Lê Thanh Đạo (1981 - 1987) - Khóa I
2. Phùng Ngọc Hùng (1988 - 1992) - Khóa II
3. Phạm Phương Thảo (1992 - 1994) - Khóa III
4. Hoàng Bình Quân (1994 - 1997) - Khóa III
5. Đào Ngọc Dung (1997 - 2005) - Khóa IV, V
6. Nguyễn Lam (2005 - 2008) - Khóa V
7. Nguyễn Thị Hà (2008 - 2014) - Khóa VI, VII
8. Nguyễn Long Hải (2014 - 2018) - Khóa VII
9. Nguyễn Ngọc Lương (2018 - 2022) - Khóa VIII
10. Nguyễn Phạm Duy Trang (2022 - nay) - Khoá VIII

### Thường trực Hội đồng Đội Trung ương khóa VIII
- Chủ tịch: Nguyễn Phạm Duy Trang - Bí thư Trung ương Đoàn
- Phó Chủ tịch Thường trực: Lê Hải Long - Ủy viên Ban Thường vụ Trung ương Đoàn, Trưởng ban Công tác Thiếu nhi Trung ương Đoàn
- Phó Chủ tịch

1. Nguyễn Thị Hà - Thứ trưởng Bộ Lao động, Thương binh và Xã hội
2. Ngô Thị Minh - Thứ trưởng Bộ Giáo dục và Đào tạo
3. Lê Anh Quân - Phó Trưởng Ban Công tác thiếu nhi Trung ương, Chủ tịch Hội đồng Huấn luyện Trung ương